# Grijskapsierragors
De grijskapsierragors (Phrygilus gayi) is een zangvogel uit de familie Thraupidae (tangaren).

## Verspreiding en leefgebied
Deze soort telt 3 ondersoorten:
- P. g. gayi: noordelijk Chili.
- P. g. minor: centraal Chili.
- P. g. caniceps: zuidelijk Chili en westelijk Argentinië.